# شازی-سور-ان
شازی-سور-ان (به فرانسوی: Chazey-sur-Ain) یک کمون در فرانسه است که در Canton of Lagnieu واقع شده‌است.

## خصوصیات
شازی-سور-ان ۲۱٫۹۵ کیلومترمربع مساحت و ۱٬۳۸۵ نفر جمعیت دارد و ۲۳۰ متر بالاتر از سطح دریا واقع شده‌است.